# Janusz Moniatowicz
Janusz Moniatowicz (ur. 18 lipca 1958 w Nowej Wsi k. Zebrzydowej) – polski artysta fotograf. Członek rzeczywisty Okręgu Dolnośląskiego Związku Polskich Artystów Fotografików.

## Życiorys
Janusz Moniatowicz jest absolwentem Państwowej Wyższej Szkoły Filmowej, Telewizyjnej i Teatralnej im. Leona Schillera w Łodzi oraz Akademii Filmowej w Pradze (Wydział Fotografii Artystycznej). Związany z dolnośląskim środowiskiem fotograficznym, mieszka i pracuje w Jeleniej Górze – po raz pierwszy zaprezentował swoje zdjęcia w 1976 roku, na wystawie indywidualnej w Bolesławieckim Ośrodku Kultury. Miejsce szczególne w jego twórczości zajmuje fotografia architektury, fotografia dokumentalna, fotografia krajobrazowa, fotografia martwej natury oraz fotografia portretowa. Jest projektantem oraz wydawcą albumu dla Muzeum Ceramiki w Bolesławcu – wydawnictwo uhonorowano I nagrodą w Konkursie na Wydarzenie Muzealne Roku – Sybilla 2008 (kategoria publikacje).
Janusz Moniatowicz jest autorem i współautorem wielu wystaw fotograficznych; indywidualnych oraz zbiorowych. Jego fotografie były wielokrotnie nagradzane na wystawach pokonkursowych w Polsce i za granicą (m.in. w Czechach, Danii, Finlandii, Francji, Niemczech, Słowacji). Przyjęty w poczet członków Okręgu Dolnośląskiego Związku Polskich Artystów Fotografików (legitymacja nr 658) – od 2007 roku jest kierownikiem Oddziału Karkonoskiego Okręgu Dolnośląskiego z siedzibą w Jeleniej Górze. 
Fotografie Janusza Moniatowicza mają w swoich zbiorach: Biuro Wystaw Artystycznych w Jeleniej Górze, Galerii Artystów w  Spiskiej Nowej Wsi (Słowacja), Muzeum Ceramiki w Bolesławcu, Muzeum Karkonoskie w Jeleniej Górze, Muzeum Spisza w Lewoczy (Słowacja), UMPRUM Muzeum w Pradze (Czechy), Victoria & Albert Museum w Londynie (Wielka Brytania).

## Odznaczenia
- Odznaka „Zasłużony Działacz Kultury” (1986)[14]
- Odznaka honorowa „Zasłużony dla Kultury Polskiej" (2012)[8][14]
- Brązowy Medal „Zasłużony Kulturze Gloria Artis” (2017)[15][16][6]

## Publikacje (albumy)
- Opowieść o Nieborowie
- Polska sztuka sakralna
- Encyklopedia sztuki polskiej
- Polska – skarby wieków
- Wielka Encyklopedia
- Polska – przewodnik
- Karkonosze – Krkonoše
- Nieborów
- Nieborów – kolekcja Radziwiłłów
- Arkadia
- Polskie Parki Narodowe
- Książ
- Świątynia Wang
- Jelenia Góra
- Jelenia Góra i okolice
- Okolice Puszczy Bolimowskiej
- Krzeszów
- Bolesławiec – przewodnik historyczny
- Kościoły i kaplice Diecezji Wrocławskiej Kościoła Ewangelicko-Augsburskiego
- Karkonosze
- Jelenia Góra na dawnej pocztówce
- Bolesławiec – przewodnik jubileuszowy
- Pałac Radziwiłłów w Nieborowie
- Przewodnik po Muzeum w Nieborowie i Arkadii
- Muzeum Ceramiki w Bolesławcu – przewodnik
- Bolesławiec na dawnych pocztówkach
- Bolesławiec – miasto ceramiki
- Bolesławiec na dawnych pocztówkach, cz.2
- W Krainie Wygasłych Wulkanów

Źródło